# 新宁镇 (扶绥县)
新宁镇，是中华人民共和国广西壮族自治区崇左市扶绥县下辖的一个乡镇级行政单位。

## 行政区划
新宁镇下辖以下地区：
城厢社区、城东社区、城西社区、城南社区、秀峰社区、充禾村、塘岸村、水边村、那宽村、长沙村、上洞村、大塘村和渠那村。